# Schefflera chococola
Schefflera chococola är en araliaväxtart som beskrevs av David Gamman Frodin. Schefflera chococola ingår i släktet Schefflera och familjen araliaväxter. Inga underarter finns listade.